# Опрашване
Опрашване се нарича пренасянето на полен (прашец) от тичинките на един цвят върху плодника на друг от същия вид. Ако поленът попадне върху женските репродуктивни органи на същия индивид, процесът се нарича самоопрашване. Опрашването е характерно за семенните растения, техните цветове трябва да бъдат опрашени, преди да образуват семена. При голосеменните растителни видове за цвят, строго погледнато, не може да се говори. Там поленът се образува не в тичинки, а в т. нар. макроспорофили и попада върху семепъпките, които могат да бъдат разположени или поединично, или в шишарки. При някои растения опрашването се извършва от пчели, пеперуди, птици и други животни. Цветовете ги привличат с ярките си багри, с прашеца и с аромата на сладкия нектар, който отделят. Прашецът и нектарът са ценна храна за животните. Като посещават цветовете, те пренасят прашеца. Тези растения, които се опрашват от насекоми, се наричат ентомофилни. Обикновено такива растения образуват по-малко количество полен, но цветовете им са привлекателни за опрашителите.
При житните растения, при иглолистните, копривата, дъба, бука и някои други дървета опрашването се извършва от вятъра, който разнася цветния прашец. Растенията, които се опрашват от вятъра, се наричат анемофилни. Такива видове произвеждат много голямо количество полен, който се носи от вятъра и насища въздушното пространство така, че опрашването да бъде успешно.
След опрашването следва оплождането, което означава сливане на двете полови клетки (гамети) – от майчиния и бащиния индивид – и образуването на зародиша. Понякога между опрашването и оплождането периодът може да бъде доста дълъг – няколко месеца.